# Glyphesis asiaticus
Glyphesis asiaticus là một loài nhện trong họ Linyphiidae.
Loài này thuộc chi Glyphesis. Glyphesis asiaticus được Kirill Yuryevich Eskov miêu tả năm 1989.